# Vieira (geslacht)
Vieira is een geslacht van insecten uit de familie van de gaasvliegen (Chrysopidae), die tot de orde netvleugeligen (Neuroptera) behoort.

## Soorten
- V. brooksi (C. Tauber, 2006)
- V. elegans (Guérin-Méneville, 1844)
- V. iridea (Olivier, 1792)
- V. leschenaulti (Navás, 1911)